# 東晉演義
《東晉演義》又名《東晉志傳》，明代通俗歷史演義小說，楊爾曾撰，起自晉元帝司馬睿建武元年(公元317年)，到晉恭帝司馬德文元熙二年(公元420年)，即宋武帝劉裕永初元年。共八卷，231回(章)。記述西晉滅亡後，五胡十六國崛起，南北對峙，戰爭不斷。

## 內容概述
《東晉演義》文言文記述西晉歷史發展，以編年體敘述史事為主，描述南方東晉政權的更迭易位，各種勢力鬥爭的過程，以及東晉與北方各國的矛盾鬥爭，而且詳盡地記敘了五胡十六國的形成、發展、衰亡、強盛的演變過程，乃至這些國家之間的爭奪戰、各國與東晉的戰爭。